# درخت سال

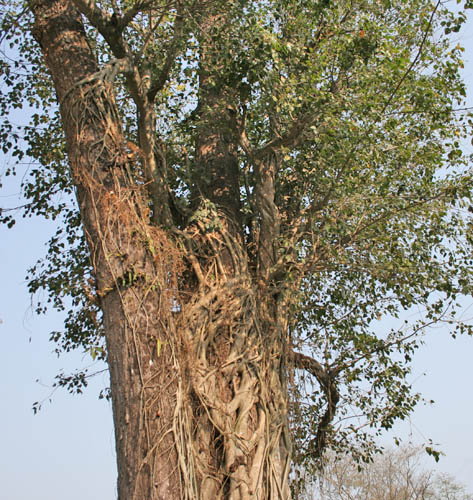
نمایی از یک «درخت سال» در بنگال غربی، هند - ۲۰۰۸

درخت سال (انگلیسی: Shorea robusta) گونه‌ای درخت است در خانواده دوبال‌میوه‌گان.
این درخت بومی شبه قاره هند است که رویشگاه آن در جنوب هیمالیا، از میانمار در شرق تا نپال، هند و بنگلادش قرار دارد. در هند، از آسام، بنگال، اودیشا و جارکند در غرب تا تپه‌های شیوالیک در هاریانا، در شرق یامونا امتداد دارد. این محدوده همچنین از طریق گات‌های شرقی و دامنه‌های شرقی ویندیا و ساتپورا در مرکز هند گسترش می‌یابد.
ذرخت سال اغلب درخت غالب در جنگل‌هایی است که در آن می‌روید. در نپال، بیشتر در منطقه ترای از شرق به غرب، به ویژه، در تپه‌های شیوالیک (محدوده چوریا) در منطقه آب و هوای نیمه‌گرمسیری یافت می‌شود. مناطق حفاظت شده زیادی وجود دارد، مانند پارک ملی چیتوان، پارک ملی بردیا و پارک ملی شوکلافانتا، که در آن جنگل‌های انبوه از درختان بزرگ سال وجود دارد. همچنین در کمربند پایینی منطقه تپه‌ای و ترای داخلی یافت می‌شود. 
درخت سال به نام ساخوا در شمال هند، از جمله مادهیا پرادش، اودیشا و جارکند نیز شناخته می‌شود. این درخت، نماد ایالتی دو ایالت هندی است - چاتیسگار و جارکند. 
سال رشد متوسط تا کند دارد و می‌تواند به ارتفاع ۳۰ تا ۳۵ متر و قطر تنه تا ۲ تا ۲٫۵ متر برسد. طول برگ‌ها ۱۰ تا ۲۵ سانتی‌متر و عرض آن ۵ تا ۱۵ سانتی‌متر است. در مناطق مرطوب‌تر، سال همیشه سبز است. در مناطق خشک‌تر، در فصل خشک برگ‌ریز است و بیشتر برگ‌ها را از فوریه تا آوریل می‌ریزد و دوباره در آوریل و مه برگ می‌آورد.